# Patrulla Ascua
La Patrulla Ascua fue un grupo de vuelo acrobático del Ejército del Aire Español, que fue establecido en 1956 con cuatro aviones North American F-86 Sabre como parte de la 1.ª Ala de Cazas con base en Manises (Valencia), y a la que posteriormente se añadió un quinto avión. Estos primeros pilotos del Sabre habían sido entrenados anteriormente en la base estadounidense de Bryan, Texas, en 1955. En un artículo de Leocricio Almodóvar Martínez, coronel de aviación, aparecido en la revista Aeroplano (Revista de Historia Aeronáutica, octubre de 1984, N.º. 2. p. 101), se escribe lo siguiente sobre el espontáneo nacimiento de este grupo de insignes pilotos españoles:

Bien contra todo lo que pueda suponerse, la Patrulla no se creó en el suelo como fruto de una planificación: surgió en el aire, en la tercera dimensión. La mañana del 24 de enero de 1956, cuatro aviones Sabre regresaban de efectuar un vuelo de formación del plan de instrucción de la recién creada Ala de Caza núm. 1 en la base de Manises. La formación, mandada por el Tte. Cor. Hevia, Segundo jefe de FFAA, iba en rombo. Cuando sobrevolaban la Albufera... pero mejor será dejar que el propio jefe de la formación nos lo cuente:

"Recuerdo que en una formación de cuatro aviones de la que formaban parte los Tenientes Maura, Salazar Cútoli y Álvarez de la Vega, al regresar a la Base, alguno de ellos -creo que fue Maura- me hizo la indicación de que hiciéramos un "looping". Salió bien. Después hicimos otro y después un "tonneau". La Patrulla había nacido."

El 28 de septiembre de 1958, un F-86 Sabre se estrelló durante una maniobra de entrenamiento, hecho que detuvo la existencia del equipo acrobático durante tres años, hasta el 2 de mayo de 1961, cuando realizaron una exhibición sobre Sevilla. El 12 de enero de 1965 la Patrulla Ascua efectuó su última exhibición aérea.

## Aviones utilizados
| Avión                     | Número      | Periodo     |
| ------------------------- | ----------- | ----------- |
| North American F-86 Sabre | 4           | 1956 — ¿?   |
| North American F-86 Sabre | 5           | ¿? — 1958   |
| Inactividad               | Inactividad | 1958 — 1961 |
| North American F-86 Sabre | 5           | 1961 — 1965 |